# Großhofen
Großhofen är en ort och kommun  i Österrike. Den ligger i distriktet Gänserndorf i förbundslandet Niederösterreich, 20 km öster om huvudstaden Wien. 